# 大教堂站
大教堂站（義大利語：Duomo）是米蘭地鐵的一個車站，也是米蘭地鐵1號線和米蘭地鐵3號線的交匯車站。大教堂站位於米蘭市中心的大教堂廣場，開業於1964年。1990年3號線開通之後，大教堂站成為交會車站。